# Василий (Флуераш)
Епи́скоп Васи́лий (рум. Episcopul Vasile, в миру Васи́ле Флуера́ш, рум. Vasile Flueraș; 30 декабря 1948, Клуж-Напока — 8 октября 2021, Клуж-Напока) — епископ Румынской православной церкви на покое, епископ Сомешский. В 1998—2019 годы — викарий Вадской архиепископии.
Тезоименитство — 1 января (святителя Василия Великого).

## Биография
Родился 30 декабря 1948 года в квартале Мэнэштур города Клужа-Напоки в Румынии, в семье Константина и Розалии Фуэраш.
В 1955—1962 году обучался в средней школе в Мэнэштуре. В 1962—1965 годы обучался в профессиональной школе «16 февраля» в Клуже. По окончании профессиональной школы поступил работать на заводе им. 16 февраля, где проработал токарем до 1972 года. Параллельно, в 1965—1971 годы, проходили вечерние курсы в лицее № 12 в Клуже.
В 1971 году прошёл вступительный экзамен на факультет общей медицины Медицинско-фармацевтического института в Клуже (с 1974 года — Клуж-Напока). В 1972 году был принят в православный богословский институт в Сибиу. С первого же года обучения был вовлечён в миссионерско-социальную деятельность. В 1972 году окончил православный богословский институт со степенью бакалавра за работу «Социальные проблемы в трудах Каппадокийских отцов», написанную под руководством профессора-протоиерея Феодора Бодогая на кафедре византинистики.
Вернулся в Клуж-Напоку, где 27 ноября 1976 года епископом Марамурешским Юстинианом (Кирой) в состоянии безбрачия был рукоположён во священника к приходу Турень. 1 января 1977 года был переведён в прихода святых апостолов Петра и Павла в квартале Григореску города Клуж-Напока, а в августе того же года — святых апостолов Петра и Павла в квартале Мэнэштур. В среднем совершал около 600 крещений, 150—160 венчаний, и 140—150 погребений в год. За особую миссионерско-пастырскую деятельность архиепископ Феофил (Хериняну) наградил его в 1987 году званием иконома.
В течение 1990—1991 академического года состоял духовником-ассистентом (duhovnic-asistent) Православного богословского института в Клуж-Напокке (ныне факультете православного богословия Университета Бабеша — Бойяи в Клуж-Напоке).
25 марта 1991 года в Иоанно-Предтеченском монастыре в Алба-Юлии епископом Алба-Юльскии Андреем (Андрейкуцем) был пострижен в монашество. С 1 октября 1991 по февраль 1994 года был настоятелем Монастыря Никула.
В феврале 1994 года был переведён в Клуж-Напокский епископский собор где принял послушание екклисиарха. Одновременно являлся экзархом (благочинным) монастырей Вадской архиепископии.
По предложению архиепископа Вадского Варфоломея (Анании) был избран викарным епископом Вадской архиепископии с титулом «Сомешский». 15 августа 1998 года в монастыре Никула состоялась его епископская хиротония, которую возглавил патриарх Румынский Феоктист.
В качестве викария координировал социально-миссионерскую деятельность епархии. Особое внимание уделял работе Социально-миссионерского центра святого Василия Великого, в котором были налажены программы для маленьких детей, малоимущих, а также учеников на грани исключения из школы. В 2012 году был открыт Центра паллиативной помощи святого Нектария в Клуже-Напоке.
17 декабря 2019 года Священный синод Румынской православной церкви утвердил отставку епископа Василия.
Скончался 8 октября 2021 года в 11:30.

## Награды
- Командор ордена «За заслуги перед культурой»[рум.] в категории G «Культы» (2004, Румыния)[7]